# L'Écho d'Alger
L'Écho d'Alger est un quotidien français qui parut en Algérie entre 1912 et 1961 pendant la période coloniale française.

## Histoire
L'Écho d'Alger est fondé en 1912 par Étienne Baïlac, un journaliste né en 1875 à L'Arba. Son premier numéro paraît le 16 mars 1912. En 1926, il participe à la campagne de presse contre Maurice Viollette. Baïlac reste son propriétaire jusqu'en 1927 et son rachat par Jacques Duroux, un important colon de Maison-Carrée, sénateur et propriétaire de minoteries, vignes, etc. En 1942, Duroux le cède à son fils Jean.
C'est le premier journal qui a introduit la photographie de presse en Algérie. Il disposait de correspondants dans les villes les plus importantes du Maghreb et de bureaux à Paris.
L'Écho d'Alger est pendant longtemps le journal de la gauche radicale qui prône le dialogue entre le patronat et la classe ouvrière. Plus tard, durant la guerre d'Algérie, il devient le farouche défenseur de l’Algérie française. Si ces deux positions peuvent paraître contradictoires à première vue, elles s’expliquent en fait par l’orientation de gauche de la majorité des électeurs algériens.
Après avoir soutenu le retour du général de Gaulle au pouvoir en le présentant comme le sauveur de l'Algérie française, le journal passe ensuite à l'opposition quand il apparaît que de Gaulle penche pour le renoncement à l'Algérie. L'Écho d'Alger devient le porte-parole des généraux putschistes en avril 1961, avant d'être censuré puis interdit de parution par le tribunal d'Alger. Alain de Sérigny, son directeur, est poursuivi en justice puis relaxé quelques années plus tard. Le 17 699e et dernier numéro de L'Écho d'Alger paraît le 23 avril 1961. Le 4 mai 1961, un décret interdit son impression, sa publication et sa diffusion ainsi que l'utilisation de son titre. Le 1er février 1967, le Conseil d'État confirme la légalité de ce décret.

### Chronologie

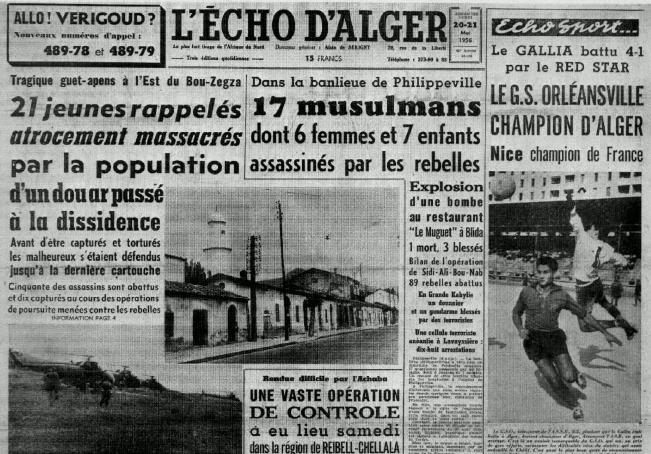
Une de L'Écho d'Alger du 20 mai 1956.

- 18 mars 1912 : première parution du nouveau quotidien algérois L'Écho d'Alger. À cette époque, le journal ne comporte qu'une feuille de papier de piètre qualité, imprimée sur les deux faces, en recto-verso. Le tirage de ce journal est de 15 000 exemplaires.
- 1927 : rachat du journal par Jacques Duroux, grand propriétaire viticole et sénateur radical-socialiste[10].
- 1942 : Jacques Duroux, nouveau propriétaire du journal, confie la direction à son beau-frère Alain de Sérigny, pied-noir d'adoption. Le journal devient le quotidien le plus lu et le plus influent d’Algérie. C'est pour le Général de Gaulle « La Bible des Français d'Algérie »[réf. souhaitée].
- 1945 : le journal devient après les massacres de mai 1945 et pendant la guerre d'indépendance algérienne (1954-1962) un fervent défenseur de « l'Algérie française ».
- 1961 : L'Écho d'Alger est interdit par le gouvernement français le 24 avril 1961, après le putsch des généraux.

## Collaborateurs
- Roger Frison-Roche, grand reporter français, a travaillé pendant plus de 15 ans à L’Écho d'Alger en assurant des reportages en Afrique, au Moyen-Orient et en Europe.
- Jacques Chevallier, maire libéral d'Alger entre 1953 et 1958, a contribué à la fin des années 1940 à L’Écho d'Alger.

### Archives
- Le quotidien a été microfilmé et consultable en Bibliothèque d'étude à la Bibliothèque nationale de France (BnF) pour toute la période 1912 à 1962.
- Grand Prix de l'Écho d'Alger